# Reino Unido en los Juegos Paralímpicos de Vancouver 2010
El Reino Unido estuvo representado en los Juegos Paralímpicos de Vancouver 2010 por un total de doce deportistas, siete hombres y cinco mujeres. El equipo paralímpico británico no obtuvo ninguna medalla en estos Juegos.